# پادشاهی متحد بریتانیای کبیر و ایرلند

پرچم پادشاهی متحد بریتانیای کبیر و ایرلند ترکیبی از پرچم پادشاهی بریتانیای کبیر و پرچم سنت پاتریک ایرلند بود.

کشورهای تشکیل‌دهندهٔ پادشاهی متحد بریتانیای کبیر و ایرلند شمالی در گذر زمان

پادشاهی یکپارچه‌ بریتانیای بزرگ و ایرلند (به انگلیسی: United Kingdom of Great Britain and Ireland) یک کشور مستقل در جزایر بریتانیا بود که بین سال‌های ۱۸۰۱ تا ۱۹۲۲ میلادی وجود داشت، زمانی که تمام ایرلند را شامل می‌شد. این توسط مصوبه‌های اتحاد ۱۸۰۰ تأسیس شد که پادشاهی بریتانیا و پادشاهی ایرلند را در یک کشور متحد ادغام کرد.  تأسیس دولت آزاد ایرلند در سال ۱۹۲۲ منجر به تغییر نام بقیه آن‌ها به پادشاهی بریتانیای کبیر و ایرلند شمالی شد.
بریتانیا، با تأمین مالی ائتلاف اروپایی که فرانسه را در طول جنگ‌های ناپلئونی شکست داد، نیروی دریایی سلطنتی بزرگی ایجاد کرد که امپراتوری بریتانیا را قادر ساخت تا به بزرگترین قدرت جهانی برای قرن آینده تبدیل شود. برای نزدیک به یک قرن از شکست نهایی ناپلئون پس از نبرد واترلو تا شروع جنگ جهانی اول، بریتانیا تقریباً پیوسته با قدرت‌های بزرگ در صلح بود. قابل توجه‌ترین استثنا جنگ کریمه با امپراتوری روسیه بود که در آن خصومت‌های واقعی نسبتاً محدود بود. با این حال، بریتانیا در عملیات نظامی تهاجمی گسترده در آفریقا و آسیا، مانند جنگ‌های تریاک با سلسله چینگ، برای گسترش مالکیت و نفوذ سرزمینی خود در خارج از کشور شرکت کرد.
با شروع نیمه دوم قرن نوزدهم، دولت امپراتوری سطوح فزاینده‌ای از خودمختاری را به دولت‌های منتخب محلی در مستعمرات اعطا کرد که ساکنان سفیدپوست از نظر جمعیتی و/یا از نظر سیاسی مسلط شده بودند، که این روند در نهایت منجر به این شد که کانادا، استرالیا، نیوزیلند، نیوفاندلند و آفریقای جنوبی به قلمروهای خودگردان تبدیل شوند. اگرچه این قلمروها بخشی از امپراتوری بریتانیا باقی ماندند، اما در عمل به دولت‌های محلی اجازه داده شد تا عمدتاً امور داخلی خود را بدون مداخله لندن، که عمدتاً تنها مسئول سیاست خارجی بود، مدیریت کنند.

## نگارخانه

نشان سلطنتی که در این دوره در اسکاتلند کاربرد داشت.